# 竜岡村 (愛媛県)
竜岡村（りゅうおかむら）は、愛媛県越智郡にあった村。現在の今治市の南西部、蒼社川の上流域にあたる。龍岡村と表記することもある。

## 地理
- 山岳 ： 陣が森、北三方ヶ森、伊之子山、楢原山
- 河川 ： 蒼社川

## 歴史
- 1889年（明治22年）12月15日 - 町村制の施行により、葛谷村・竜岡下村・竜岡上村の区域をもって発足。
- 1954年（昭和29年）3月31日 - 鴨部村・鈍川村・九和村と合併して玉川村が発足。同日竜岡村廃止。